# Chosendo
Chosendo ist eine Gemeinde (Freguesia) im portugiesischen Kreis Sernancelhe. In ihr leben 267 Einwohner (Stand 19. April 2021).